# トラム (リヨン)
リヨン・トラム（フランス語: Tramway de Lyon）は、フランスのリヨンを中心としたメトロポール・ド・リヨンで運行されている2001年に開業した路面電車網。現在8路線で構成され、そのうち1号線から7号線の7路線はSYTRALモビリテが所有し、リヨン公共交通機関（TCL）によって運営されている。リヨン・サン＝テグジュペリ国際空港と市街地を結ぶ路線ローヌエクスプレスは、SYTRALモビリテが所有し、ローヌエクスプレスSASによって運営されている。
元々、リヨンには1880年から路面電車が走行していたが、モータリゼーションの進展により1956年に全廃された。1978年のメトロ建設後、路面電車の公共交通としての重要性が見直された。多くの反対運動もあった中、2000年12月に超低床・低騒音の最新車両となって復活し2001年1月2日に1号線と2号線が運行を開始した。

## 路線網

### 現行路線
現在1号線〜7号線、ローヌエクスプレスの8路線で構成されている。
| 路線               | 路線               | 開業年 | キロ程 | 停留所数 | 区間                                                                                 |
| ------------------ | ------------------ | ------ | ------ | -------- | ------------------------------------------------------------------------------------ |
| T1                 | 1号線              | 2001年 | 11.7km | 27       | デブール停留所 〜 IUT＝フェイシン停留所                                              |
| T2                 | 2号線              | 2001年 | 16.1km | 32       | オテル・デ・レジオン＝モントロシェ停留所 〜 サン＝プリエスト＝ベル・アイル停留所     |
| T3                 | 3号線              | 2006年 | 14.6km | 11       | パール＝デュー＝ヴィエッテ駅停留所 〜 メイジュー＝レ・パネッテ停留所                 |
| T4                 | 4号線              | 2009年 | 16km   | 29       | ラ・ドゥア＝ガストン・ベルジェ停留所 〜 オピタル・フェイザン・ヴェニシュー停留所     |
| T5                 | 5号線              | 2012年 | 7.1km  | 11       | グランジ・ブランシュ停留所 〜 Eurexpo停留所                                          |
| T6                 | 6号線              | 2019年 | 6.7km  | 14       | デブール停留所 〜 オピタル・エスト＝ピネル停留所                                     |
| T7                 | 7号線              | 2021年 | 5.7km  | 4        | ヴォー＝アン＝ヴラン＝ラ・スワ停留所 〜 デシーヌ＝OLバレー停留所                     |
| ローヌエクスプレス | ローヌエクスプレス | 2010年 | 22km   | 4        | パール＝デュー＝ヴィエッテ駅停留所 〜 アエロポール・リヨン・サン＝テグジュペリ停留所 |

### 建設中
現在、6号線の延伸、9、10号線の開業に向けた工事が行われている。
| 路線 | 路線   | 開業・延伸予定 | キロ程 | 停留所数 | 区間                                                                           |
| ---- | ------ | -------------- | ------ | -------- | ------------------------------------------------------------------------------ |
| T6   | 6号線  | 2026年         | -      | -        | オピタル・エスト＝ピネル停留所 〜 ラ・ドゥア＝ガストン・ベルジェ停留所         |
| T9   | 9号線  | 2026年         | 11.5km | 19       | ヴォー＝アン＝ヴラン＝ラ・スワ停留所 〜 シャルペンヌ＝シャルル・エルニュ停留所 |
| T10  | 10号線 | 2026年         | 7.8km  | 14       | ヴェニシュー停留所 〜 アール・トニー・ガルニエ停留所                           |